# Jie-liou
Jie-liou (čínsky: 野柳; pinyin: Yěliǔ, též Yehliu) je asi 1,7 km dlouhý mys na severu ostrova Tchaj-wan. Blízkým velkým městem je Ťi-lung na jihovýchodě, jihozápadně pak leží Tchaj-pej.
Mys je převážně tvořen usazenými horninami, které jsou uspořádané do vrstev o rozdílné odolnosti. V důsledku různých druhů eroze je reliéf mysu velmi členitý a pro velké množství bizarních útvarů zde byl vyhlášen geopark.
Hlavními modelujícími činiteli jsou monzuny a mořské vlny. Nejčlenitější jsou oblasti přiléhající k oceánu, v nejužším místě je mys spojen s pevninou pouze úzkou pískovcovou šíjí, nachází se zde také jeskyně. Hojně se zde vyskytují tzv. zemní pyramidy. Některé útvary si vysloužily přezdívky, najdeme zde například „mushroom rocks“ („houbovité balvany“), „ginger rocks“ („zázvorové balvany“), „mořské svíce“ a další.

## Výběr útvarů

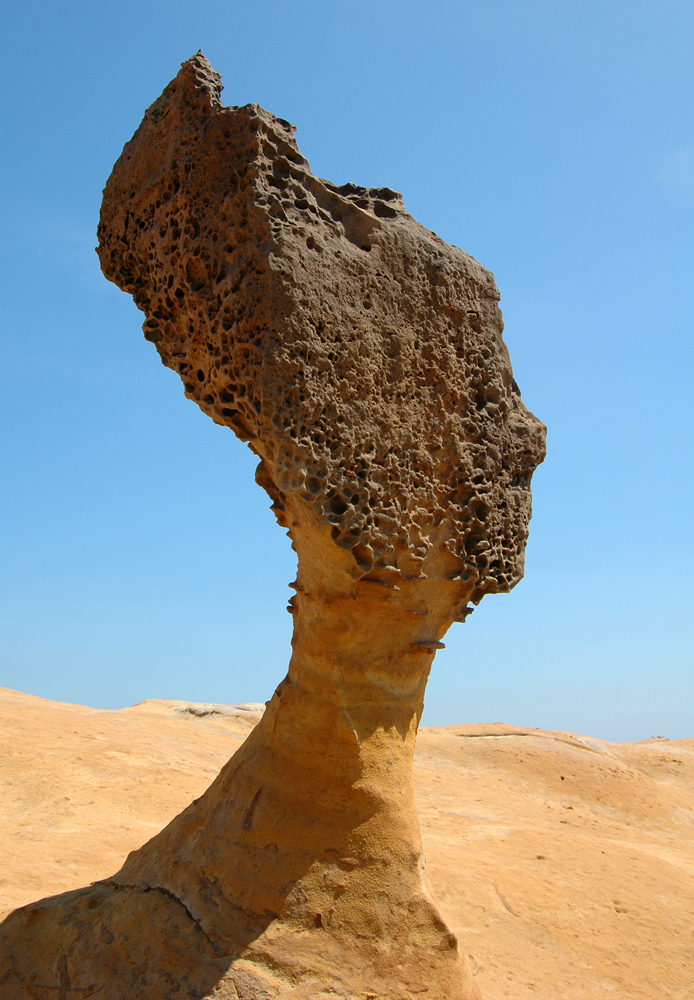
Královnina hlava
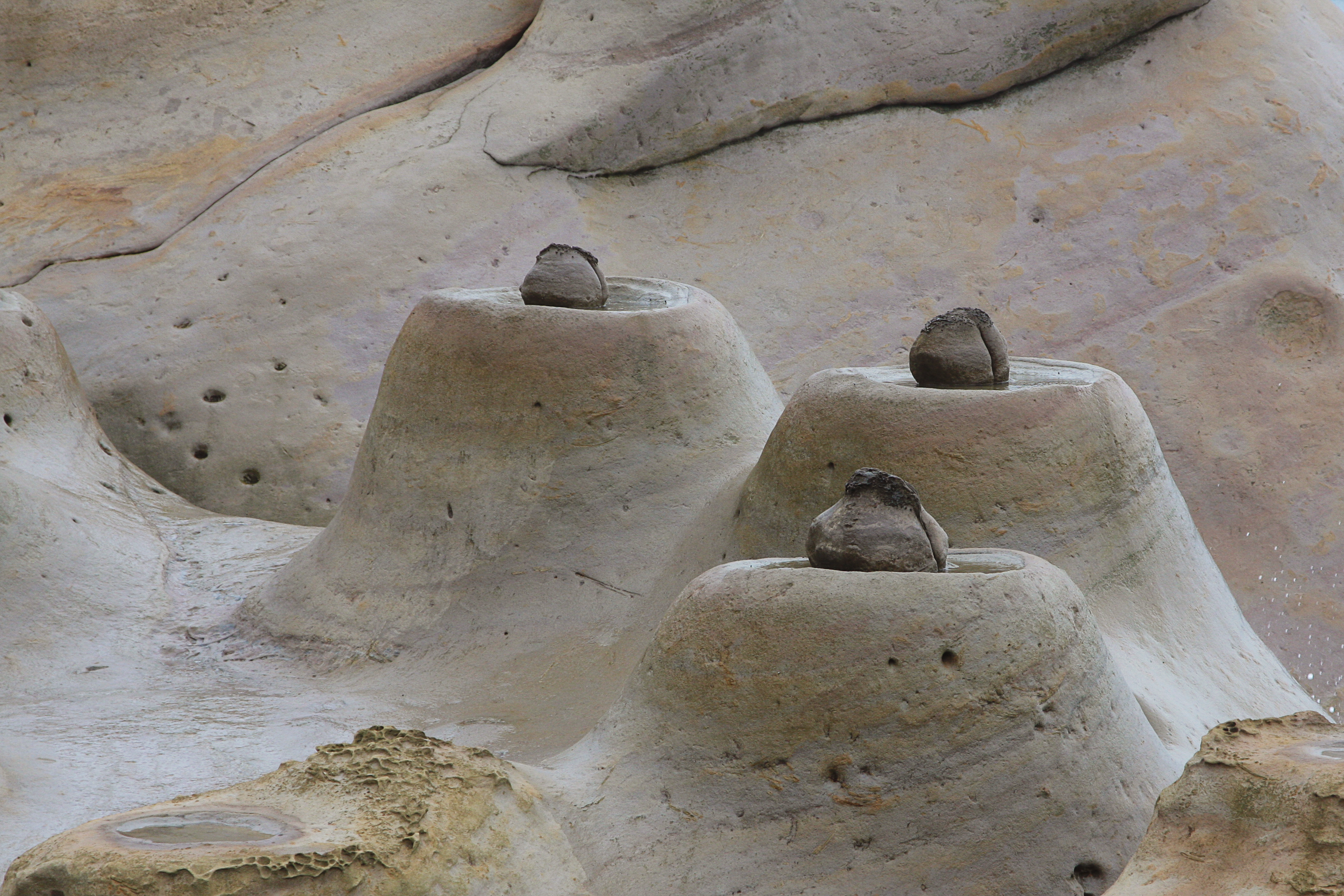
Mořské svíce
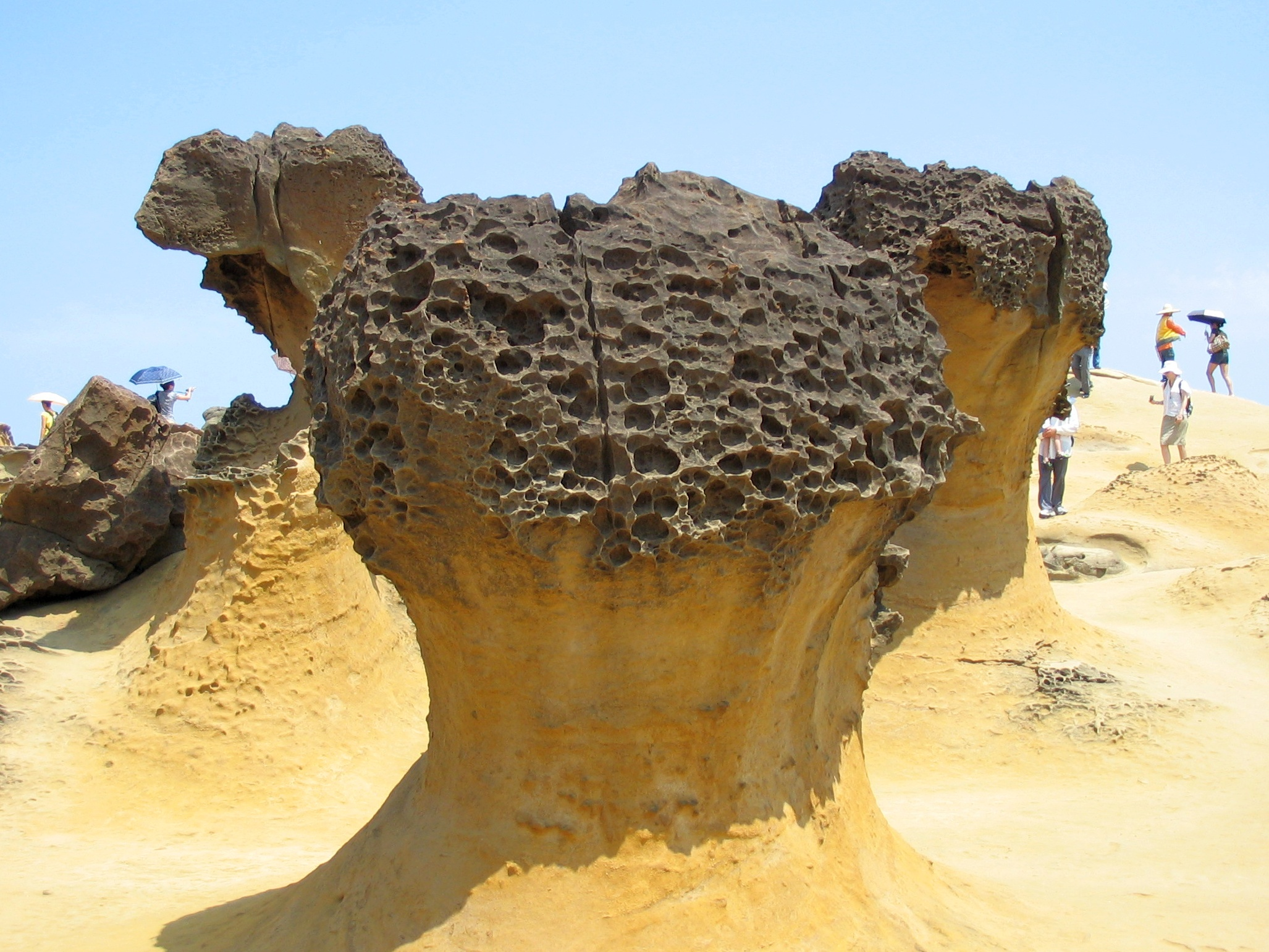
Houbovité balvany
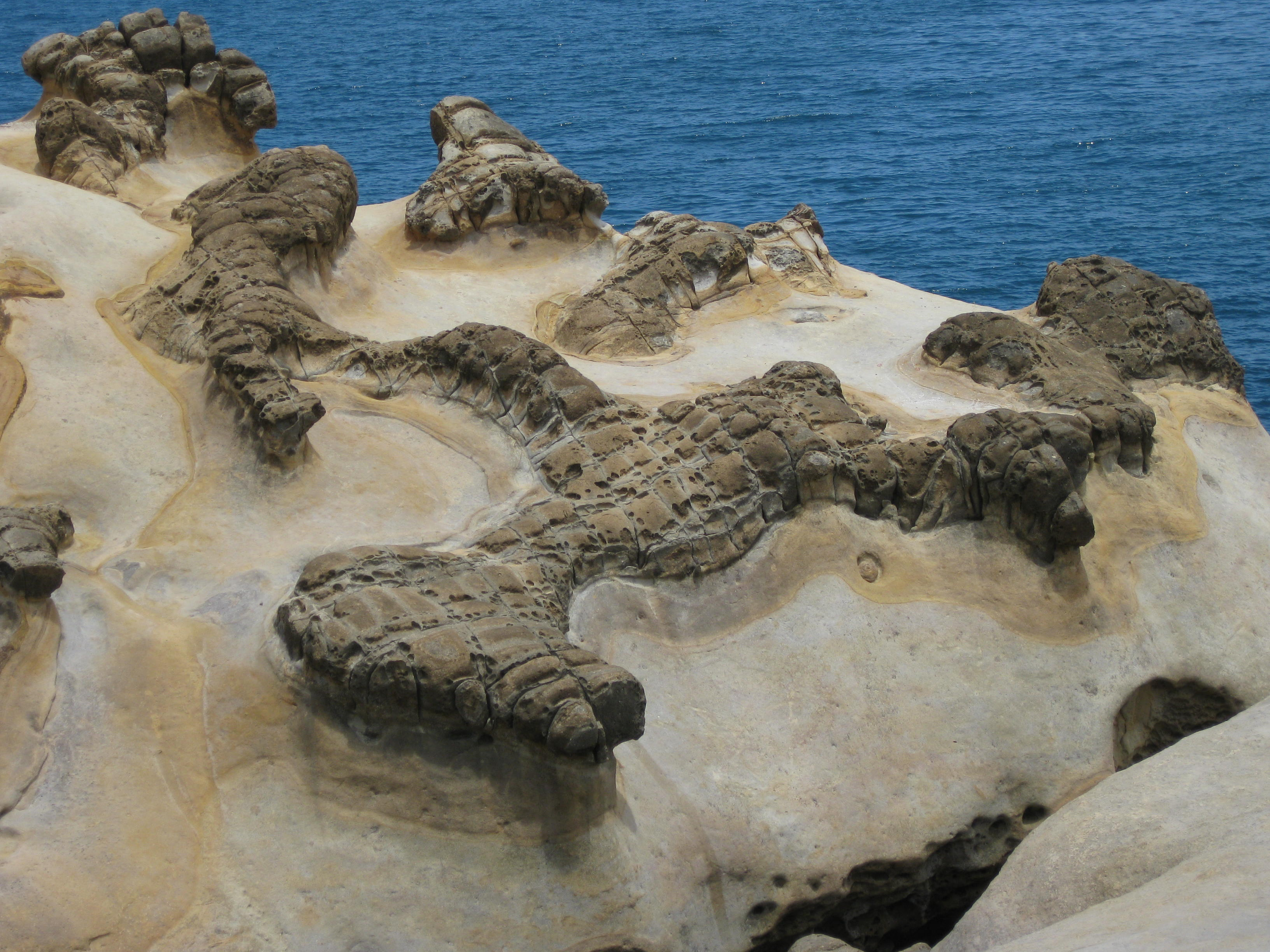
Zázvorové balvany
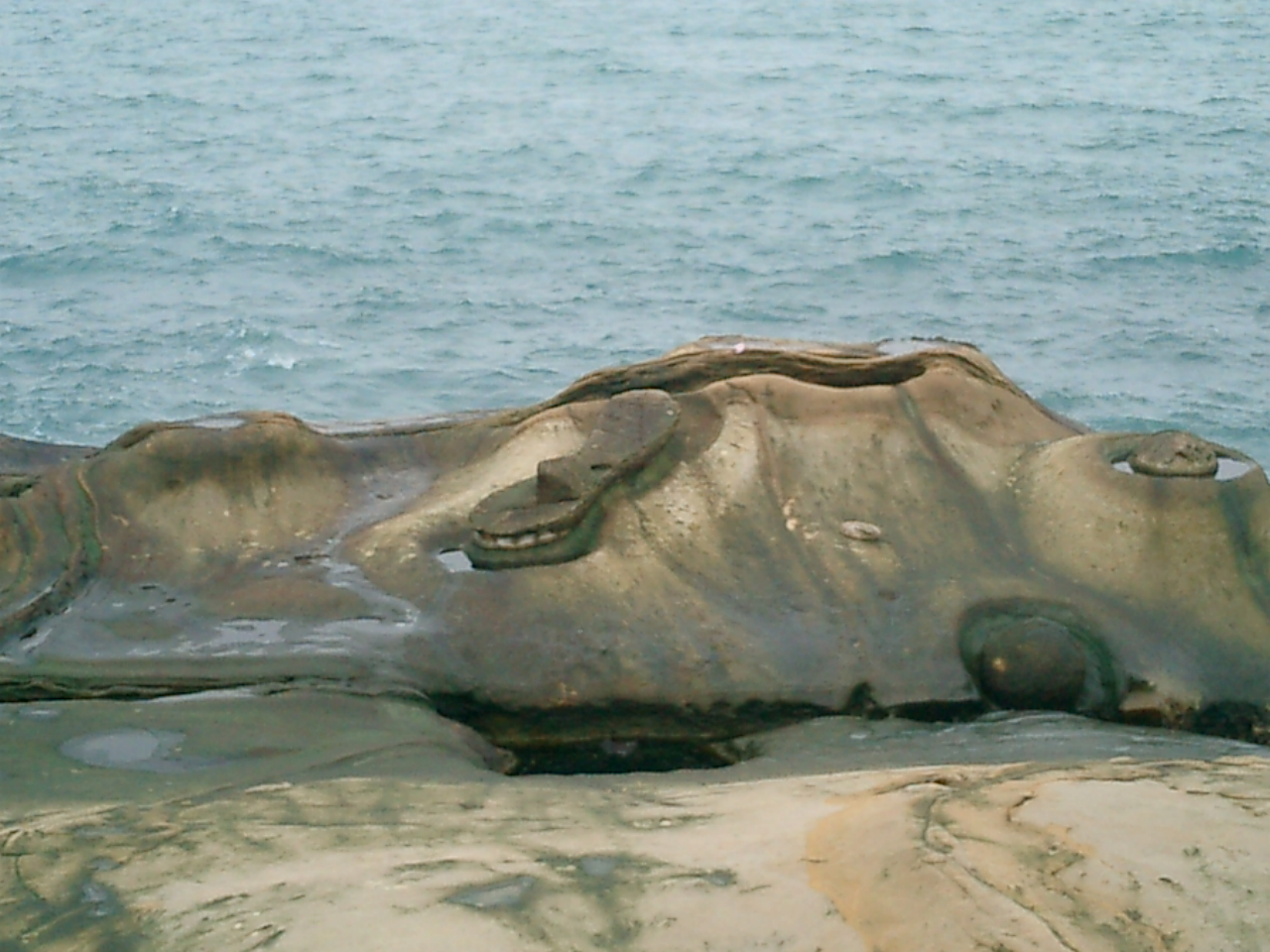
Pohádková bota